# Makoto Watanabe
Makoto Watanabe (født 25. september 1980) er en tidligere japansk fodboldspiller.
Han har spillet for flere forskellige klubber i sin karriere, herunder Ventforet Kofu og Kataller Toyama.